# Anthology of Massachusetts Poets

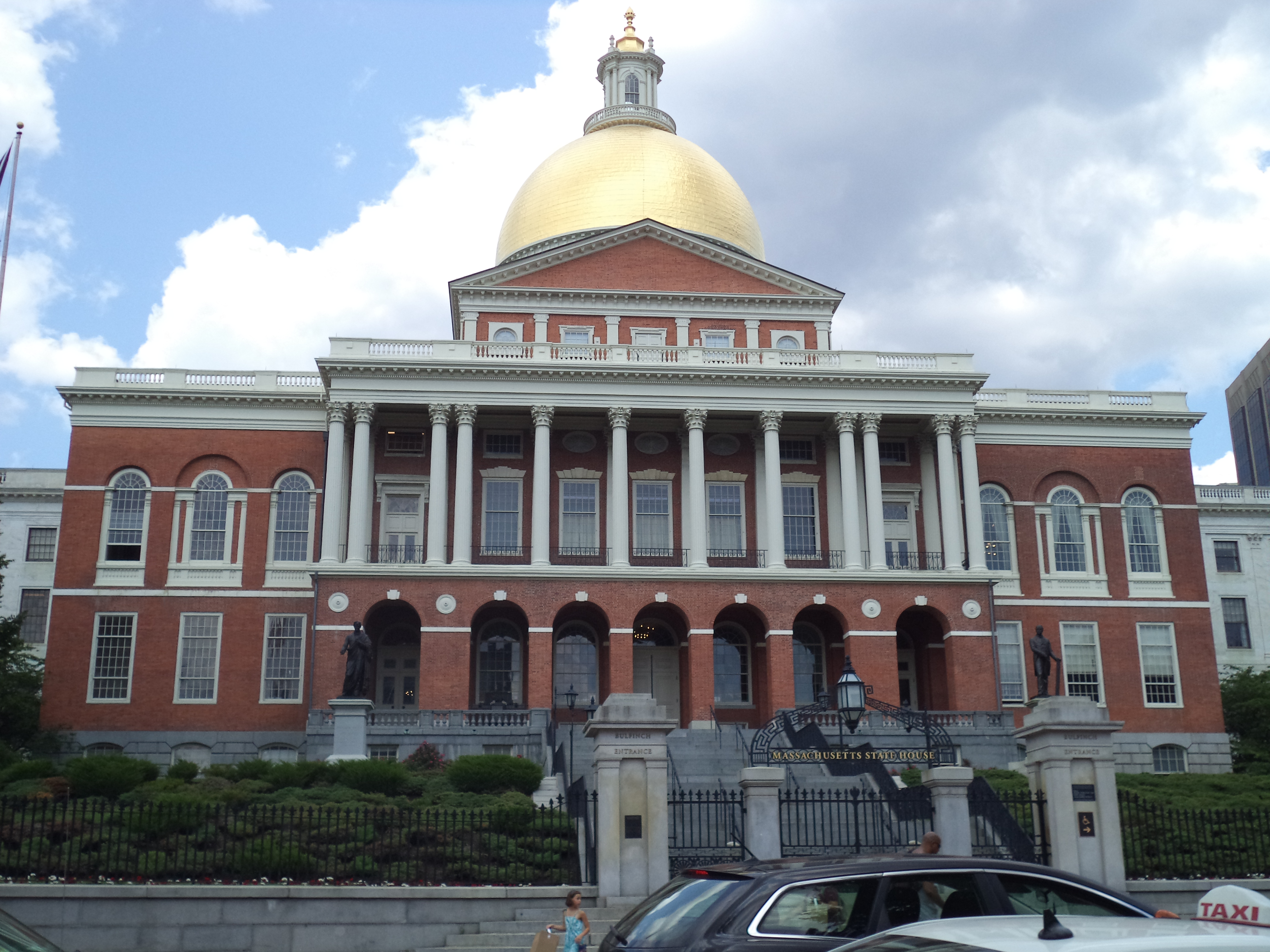
Massachusetts State House w Bostonie

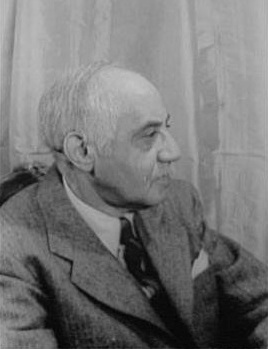
William Stanley Braithwaite

Anthology of Massachusetts Poets – zbiór wierszy poetów ze stanu Massachusetts w wyborze i opracowaniu Williama Stanleya Braithwaite’a, opublikowany w 1922 w Bostonie nakładem oficyny Small, Maynard & Company. W książce zostały przedstawione wiersze między innymi Josepha Auslandera, Katherine Lee Bates, Ernesta Benshimola, Gamaliela Bradforda, Fanny Stearns Davis, Winnifred Virginii Jackson, Amy Lowell i Josephine Preston Peabody. Utwór zatytułowany John Masefield autorstwa Amy Bridgeman jest poświęcony angielskiemu poecie Johnowi Masefieldowi, autorowi poematu Dauber. Ogółem antologia liczy ponad 160 stron druku. Zawiera 90 utworów 57 poetów.